# Soufi Abou Taleb
Soufi Abou Taleb, né le 27 janvier 1925 à Tameyya et mort le 21 février 2008 à Kuala Lumpur, est un homme d'État égyptien. Président de l'Assemblée du peuple d'Égypte (alors chambre basse du Parlement égyptien) de 1978 à 1983, il exerce à ce titre les fonctions de président de la République égyptienne par intérim du 6 au 14 octobre 1981 après l'assassinat d'Anouar el-Sadate. Il est remplacé par le président élu Hosni Moubarak.

## Biographie
Abu Taleb est né à Tamiya, dans le gouvernorat du Fayoum. À la fin de ses études secondaires, il entre à la faculté de droit de l’université du Caire, où il obtient un baccalauréat en 1946. En 1947, il obtient également un diplôme en droit public. En 1948, il reçoit une bourse et est envoyé en France à l'université de Paris où il obtint un diplôme d'histoire du droit et du droit romain en 1949 et un diplôme de droit privé en 1950. En 1957, il obtint son doctorat, sa thèse remportant le prix de l'Université. En 1959, il a obtenu un diplôme en droit de la mer Méditerranée de l'université Sapienza de Rome.
Il a été président de l'université du Caire, membre de l'Académie de recherche islamique et a fondé l'université de Fayoum.
En 1978, Abu Taleb a été élu président de l'Assemblée du peuple. Lorsque le président Anwar El Sadat a été assassiné le 6 octobre 1981, Abu Taleb est devenu président par intérim, la constitution égyptienne prévoyant que le président assumerait ce rôle en cas de vacance de son poste présidentiel dans l'attente d'une élection dans 60 jours. N'étant pas considéré comme un candidat sérieux à la présidence, il s'est retiré après seulement huit jours en faveur du vice-président Hosni Moubarak.